# Historia Litwy
Historia Litwy – III tys. lat p.n.e. na tereny Litwy przybyli Indoeuropejczycy. Od XIV wieku była w unii personalnej z Polską, a od XVI do XVIII wieku wchodziła w skład Rzeczypospolitej Obojga Narodów. Utraciła suwerenność na skutek zaborów i znalazła się pod panowaniem rosyjskim. Po II wojnie światowej Litwa znalazła się w składzie republik ZSRR. Po 1990 Litwa odzyskała niepodległość stając się republiką, na czele której stoi prezydent.

## Prehistoria
Pierwsi mieszkańcy przybyli na tereny dzisiejszej Litwy z południowego zachodu (Dania, Niemcy) i z południa (Białoruś, Polska). Najstarsze znaleziska archeologiczne pochodzą z XI stulecia p.n.e. i reprezentują kulturę magdaleńską, Bromme, Lyngby, ahrensburską oraz świderską (IX grupa genetyczna). W okresie mezolitu na terenach południowej Litwy wytworzyła się miejscowa kultura niemeńska, a w części północnej kultura kundajska. W IV-III stuleciu p.n.e. występowały kultury kundajska i narewska na obszarze od jeziora Ładoga po północną Białoruś, obejmującym tereny dzisiejszej Łotwy i Estonii, sięgającym od zbiegu Wilii i Niemna poza rzekę Pregołę na zachodzie.
Prawdopodobnie w III tysiącleciu p.n.e. na tereny dzisiejszej Litwy przybyli Indoeuropejczycy, co wiąże się z pojawieniem się kultury ceramiki sznurowej na tym obszarze. Za przodków dzisiejszych Litwinów uznaje się właśnie Indoeuropejczyków, a dokładnie Bałtów, gdyż język litewski jest językiem indoeuropejskim i należy do grupy języków bałtyckich, podobnie jak język łotewski oraz pruski. W starożytnych źródłach historycznych występują oni pod nazwą Estowie (Aestii).
W epoce brązu pojawiła się nowa forma grobu – kurhan (pilkapis) oraz umocnione osady (piliakalniai), które budowali nosiciele kultury kurhanów zachodniobałtyjskich (rejon Kłajpedy, Kretyngi). Na wschód od terenów zajętych przez tę kulturę, w późnej epoce brązu, epoce żelaza i w okresie wpływów rzymskich, istniała kultura ceramiki kreskowej. W okresie rzymskim część wczesnych grodzisk została opuszczona. W V–VIII w. n.e. ukształtowały się związki plemienne Bałtów, które znane są z późniejszych źródeł pisanych.

## Średniowiecze

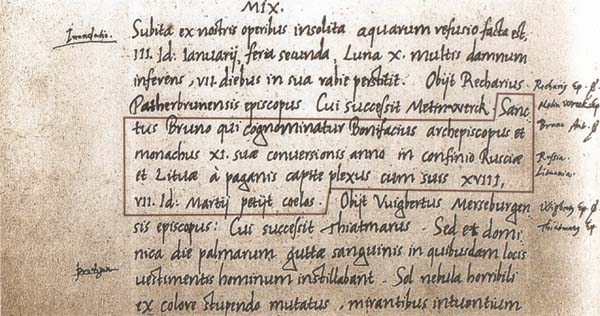
Pierwsze wystąpienie nazwy „Litwa” (1009)

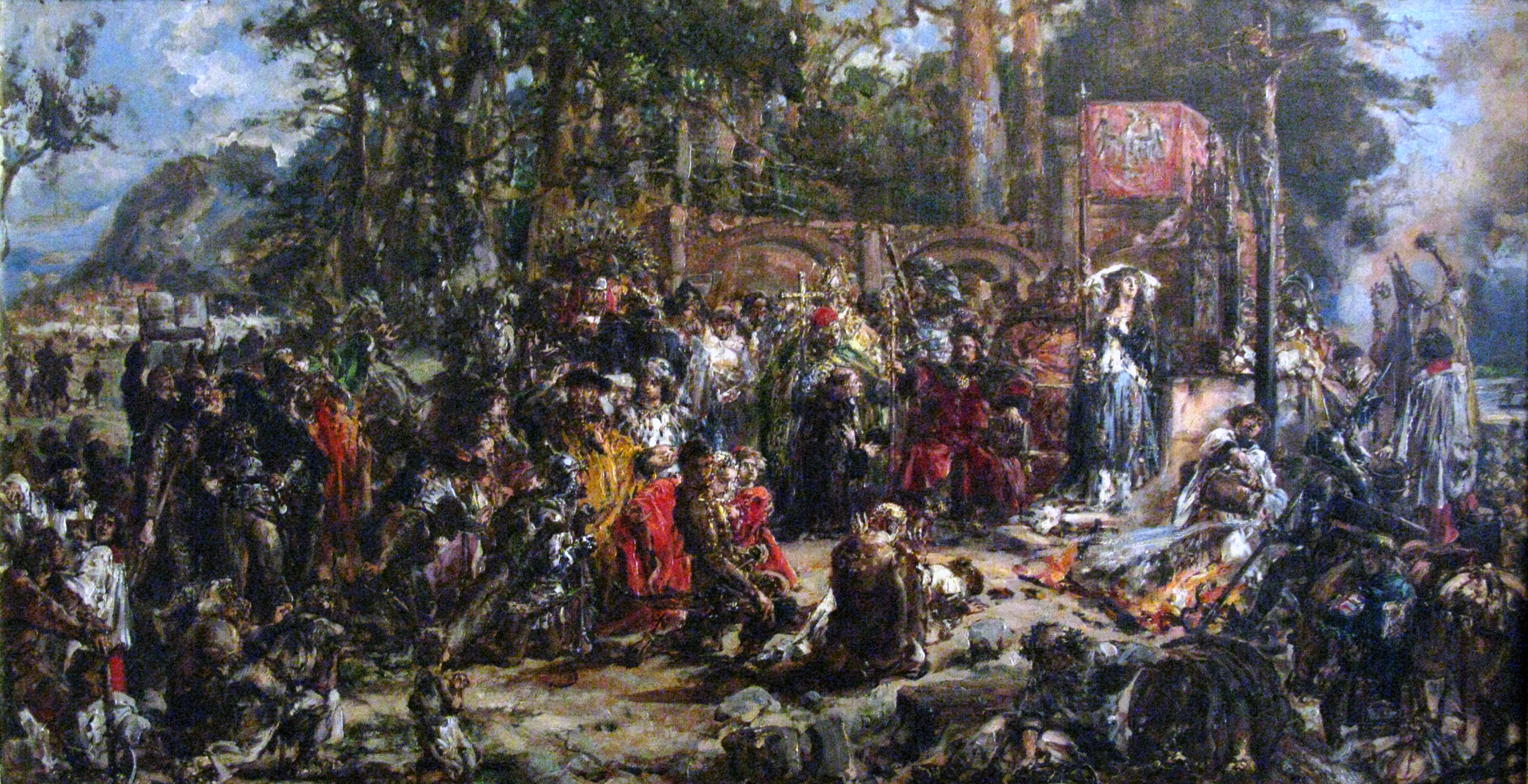
„Chrzest Litwy”, Jan Matejko

Pochodzenie nazwy Litwy (Lietuva) nie zostało jednoznacznie wyjaśnione. Przyjmuje się, że pochodzi ona od nazwy rzeki Litawka, niewielkiego dopływu Wilii, co oznaczałoby „ludzi znad rzeki”, bądź „kraj nad rzeką” (zob. też Litwini w znaczeniu historycznym).
W 873 r. w kronice arcybiskupa Rimberta po raz pierwszy zanotowano nazwę miejscowości położonej na terytorium dzisiejszej Litwy – Apuolė. Nazwa wymieniona jest w kontekście opisu ziem zajmowanych przez Kurów. W Rocznikach kwedlinburskich opisujących wyprawę misyjną Brunona z Kwerfurtu w 1009 pojawia się wiadomość o chrzcie mieszkańców Lituae. W 1047 książę ruski Jarosław I Mądry podporządkował sobie Jaćwingów i Litwinów. Przez następne lata Litwini byli lennikami książąt połockich, aż do 1183, kiedy się usamodzielnili na tyle, by zaatakować dawnych panów. W 1185 napadli na Liwów, co skłoniło napadniętych do zaproszenia misjonarzy niemieckich do Ikšķile. W 1191 Litwini napadli na Karelów. W 1201 zawarli pierwszy traktat międzypaństwowy – z Niemcami z Rygi.

### Wiek XIII i początki państwowości
Do końca XII wieku tereny Litwy zamieszkiwały liczne plemiona, które nie tworzyły zwartego organizmu państwowego. Dopiero od XIII wieku związkom plemiennym zaczęli przewodzić książęta – kunigasi. W 1219 dwudziestu jeden litewskich kunigasów zawarło pokój z księciem halicko-włodzimierskim. Wśród nich byli: Żywinbund, Dowsprunk, Mendog, Dowiat i Wilikajło. Z czasem największe znaczenie nabrał ród kunigasa Ryngolda, którego synami byli: Mendog i Dowsprunk. Po 1235, pod wpływem zagrożenia najpierw ze strony zakonu kawalerów mieczowych (od 1202), a następnie zakonu krzyżackiego (od 1237), kunigas Mendog w długotrwałym procesie zjednoczył litewskie plemiona i skupił władzę w swojej ręce. W 1236 Żmudzini i Litwini w bitwie pod Szawlami pokonali połączone siły krzyżaków i kawalerów mieczowych. Obok Mendoga duże znaczenie mieli również synowie jego brata Dowsprunka Towciwiłł i Edywid (wygnani z Litwy w 1248) oraz zwycięzca w bitwie pod Szawlami – Wikint. Mendog skupił władzę, mordując i wypędzając przeciwników oraz przekształcając mniej znaczących kunigasów w wasali. Na początku lat 50. XIII w. Mendog zajął Ruś Czarną, oddając jej część na prawach lennych swemu synowi Wojsiełkowi. W 1251 pod naciskiem mistrza zakonu inflanckiego i w obawie przed Danielem, księciem Rusi Halickiej, który współdziałał z wypędzonymi pretendentami do władania Litwą, Mendog przyjął chrzest. W 1253 za zgodą papieża koronował się w wybudowanej przez siebie katedrze w Wilnie. Mendog był jednym z dwóch w historii królów Litwy. Po koronacji Mendog swoją działalność skupił na Rusi i Polsce, bowiem z Zakonem zawarł, trwający do 1261, pokój. W 1255 papież zatwierdził ruskie podboje Mendoga. W 1259 musiał bronić się przed najazdem Tatarów ze Złotej Ordy pod wodzą Burundaja. W 1261 Mendog zerwał pokój z zakonem inflanckim i porzucił chrześcijaństwo z powodu sojuszu ze Żmudzinami, którzy pod wodzą kunigasa Trenioty walczyli z Krzyżakami. Do koalicji antykrzyżackiej weszli władcy Nowogrodu, Połocka i Witebska. Wojna toczyła się przez kilka lat (litewskie wyprawy na Krzyżaków i Mazowsze w 1261-1263). Panowanie Mendoga zakończyło się jesienią 1263, kiedy został wraz ze swymi dwoma synami zamordowany. Na czele spisku stał Dowmont i prawdopodobnie Treniota. Po śmierci Mendoga o jego schedę walczyło kilka stronnictw, a początkowo władzę przejął Treniota, zamordowany w 1264. Władzę po nim objął syn Mendoga Wojsiełk, lecz przekazał ją w 1267 w ręce księcia halickiego Szwarno, który zmarł w 1269. Najpotężniejszym władcą Litwy został wtedy Trojden, który walczył o konsolidację państwa, wypierając z Litwy wojska księcia Rusi. W 1279 walczył wraz z kunigasem Semigalów z zakonem inflanckim. Trojden zmarł w 1282. W 1283 zakon krzyżacki zakończył podbój Prus i rozpoczął podbój Litwy. Pod koniec XIII w. władzę nad Litwą przejął Pukuwer, a potem jego synowie Witenes (1295-1315) i Giedymin (1316-1341), założyciel rodu Giedyminowiczów.

### Wiek XIV
Książę Giedymin przejął władzę po 1315 i doprowadził do poszerzenia terytorialnego państwa o Witebsk, Pińsk, Wołyń, Podlasie i w 1331 Kijów. Nawiązał też dobre stosunki z papiestwem i Królestwem Polskim (np. żoną Kazimierza Wielkiego była córka Giedymina, Aldona, która na chrzcie przyjęła imię Anna). Następcą Giedymina został jego średni syn Jewnuta (1341-1345), przeciwko któremu zbuntował się Kiejstut, osadzając na tronie wileńskim kolejnego syna Giedymina Olgierda (1345-1377). W 1377 r., po śmierci Olgierda Litwa znalazła się w trudnej sytuacji z powodu częstych najazdów Krzyżaków i konfliktu z księstwami ruskimi. Olgierd pozostawił tron książęcy swojemu najstarszemu synowi Jagielle (Jogaila), jednak z początku lojalny wobec niego Kiejstut w 1381 r. zajął Wilno i zdobył na krótko władzę książęcą. Po buncie mieszczan wileńskich, Kiejstut i jego syn Witold zostali wzięci przez Jagiełłę do niewoli. W 1382 r. Kiejstut zmarł w niewyjaśnionych okolicznościach na zamku w Krewie, a Witold po ucieczce, oddał się pod opiekę Zakonu. W 1382 r. Jagiełło zawarł z Zakonem ugodę w Dubissie, w której zobowiązał się do ochrzczenia w ciągu czterech lat całego kraju i oddania Zakonowi Żmudzi. Jagiełło zerwał pakt z Zakonem w następnym i zdecydował się na zawarcie sojuszu z Polską, Jagiełło zgodził się pojąć za żonę Jadwigę Andegaweńską, przyjąć chrzest i zostać królem Polski. Podpisał w 1385 r. akt w Krewie, na mocy którego zobowiązał się przyjąć chrzest, objąć chrystianizacją Litwę (co też rozpoczął w 1387 r.), a także według niektórych źródeł włączyć Litwę do Polski (łac. applicare). Po zawarciu unii władztwo w Wielkim Księstwie objąć mieli polscy starostowie. W 1386 r. w Krakowie Jagiełło przyjął chrzest oraz imię Władysław oraz objął polski tron królewski. W 1387 r. ustanowił biskupstwo wileńskie.

Zmiany terytorialne Litwy od XII wieku do czasów współczesnych

Po koronacji Jagiełły na króla Polski jego namiestnikiem w Wielkim Księstwie Litewskim został Skirgiełło. Rządy Skirgiełły szybko wzbudziły opór innych Giedyminowiczów i bojarów. W 1389 r. namiestnikiem z woli Władysława Jagiełły został Klemens Moskorzewski. Niezadowolony syn Kiejstuta Witold, panujący wtedy w Grodnie, po długim konflikcie z Jagiełłą oraz przy poparciu możnowładców litewskich odzyskał ojcowiznę i od 1392 r., na mocy ugody w Ostrowie z ramienia Władysława Jagiełły otrzymał w zarząd całe Wielkie Księstwo Litewskie, usuwając polskich namiestników. W związku z niepowodzeniami jego polityki niezależności od Korony i zagrożeniem zewnętrznym państwa zawarł z Jagiełłą umowę wileńsko-radomską (1400-1401), na mocy której został dożywotnim władcą Wielkiego Księstwa Litewskiego, a także uznał się za wasala Polski. Jagiełło został nadal księciem zwierzchnim Wielkiego Księstwa Litewskiego. Witold bezskutecznie próbował rozbić Złotą Ordę, ponosząc straszliwą klęskę w bitwie nad Worsklą.

### Wiek XV
15 lipca 1410 pod Grunwaldem (Žalgiris) miała miejsce jedna z największych bitew tego okresu, w wyniku której doszczętnie rozgromiona została armia krzyżacka, wspierana przez rycerzy z całej Europy. Było to jedno z największych zwycięstw militarnych w historii Polski i Litwy.
2 października 1413 na zjeździe Jagiełły i Witolda oraz bojarów litewskich i możnowładców polskich została zawarta unia horodelska, która wprowadziła instytucję odrębnego wielkiego księcia na Litwie, wspólne sejmy i zjazdy polsko-litewskie, urzędy wojewodów i kasztelanów na Litwie, a litewską szlachtę katolicką zrównała w prawach z polskimi rodami. Po tej unii Litwa stała się niezależnym politycznie państwem, którym władał wielki książę. Pierwszym wielkim księciem był Witold, a każdy następny miał być wybierany w porozumieniu Litwinów z Polakami. Litwa zobowiązała się też do niezawierania sojuszów z wrogami Polski. Ważnym aktem było pozwolenie na posługiwanie się herbami polskiej szlachty przez czterdzieści siedem bojarskich rodów litewskich i żmudzkich. Podczas zjazdu w Łucku 6 stycznia 1429 pojawiła się wysuwana przez króla niemieckiego, węgierskiego i czeskiego Zygmunta Luksemburskiego koncepcja koronacji Witolda na króla Litwy. Zamiarowi temu przeciwstawili się Zbigniew Oleśnicki i polscy możnowładcy, którzy przechwycili w Wielkopolsce przewożone insygnia królewskie, którymi miał zostać obdarowany Witold. Problem koronacji Witolda rozwiązała jego śmierć. Wielki książę zmarł w Trokach 27 października 1430, pochowano go w katedrze wileńskiej. Witold pozostawił po sobie rozległe, lecz niespójne państwo, które traciło już możliwość ekspansji na wschód i możliwość pokonania Złotej Ordy oraz podporządkowania Moskwy.

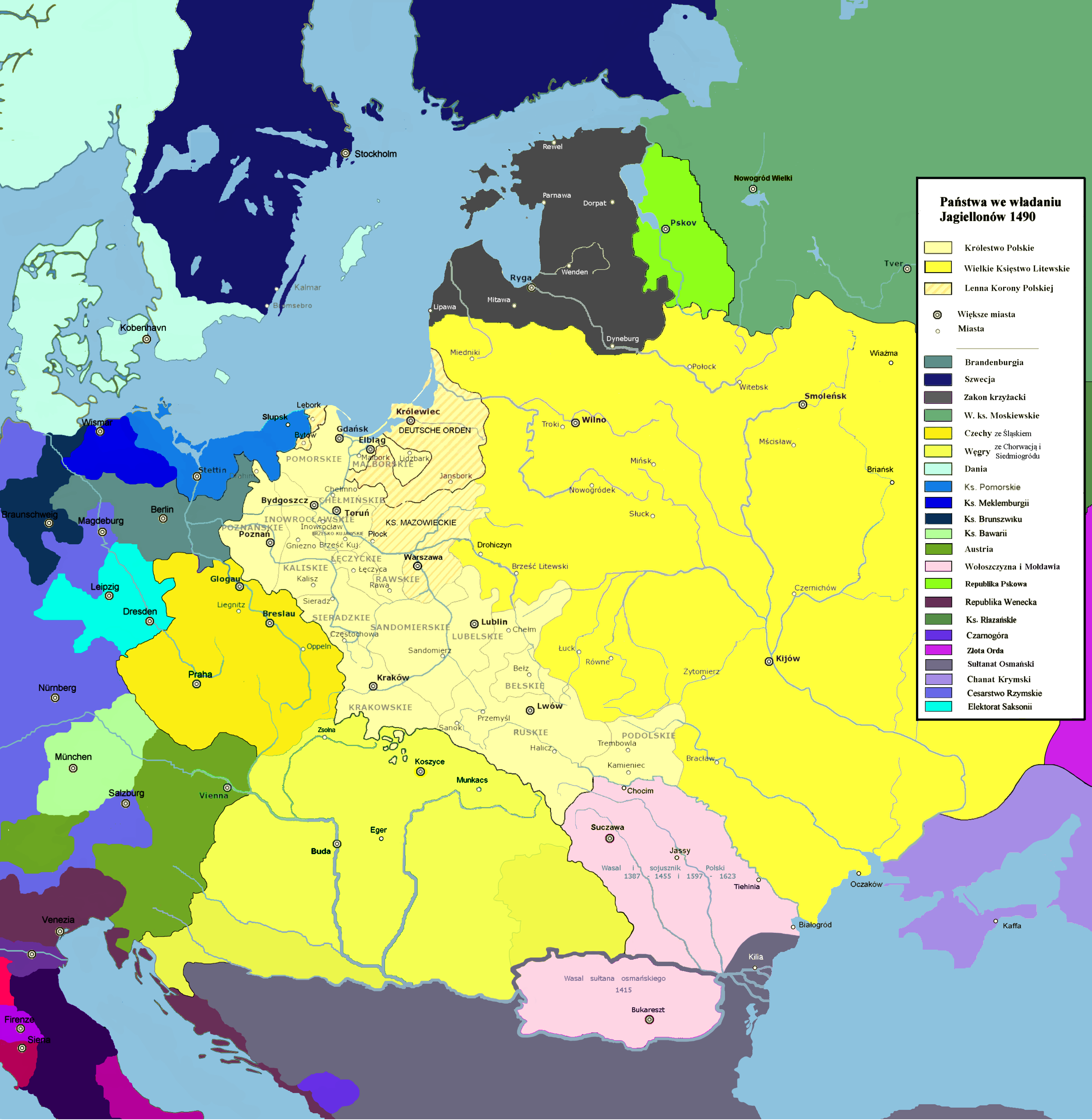
Państwa we władaniu przedstawicieli dynastii Jagiellonów ok. 1490 roku

Po śmierci Witolda najwyższa władza na Litwie powróciła w ręce Władysława Jagiełły, jednak bojarzy litewscy ogłosili wielkim księciem litewskim Świdrygiełłę, brata Jagiełły, i zwrócili się do cesarza o dokonanie jego koronacji. Władysław Jagiełło aktem z 7 listopada 1430 potwierdził wybór bojarów, czemu przeciwstawiła się polska rada koronna. W czerwcu 1431 Świdrygiełło zawarł sojusz z zakonem krzyżackim, którego wojska wtargnęły na terytorium Polski. We wrześniu 1431 w Czartorysku zawarto między Polską a Wielkim Księstwem Litewskim polubowną ugodę. Podczas zjazdu w Sieradzu w kwietniu 1432 Świdrygiełło został dożywotnio uznany za wielkiego księcia pod warunkiem, że po jego śmierci Wielkie Księstwo Litewskie przypadnie jednemu z synów Jagiełły. Sytuację polityczną zmienił zamach na Świdrygiełłę, którego 1 września 1432 w Oszmianie dokonał Zygmunt Kiejstutowicz. Świdrygiełło uszedł z rąk zamachowców, ale pozostały przy nim tylko ziemie ruskie Wielkiego Księstwa (Połock, Witebsk, Smoleńsk, Kijów, Wołyń i Podole). Zygmunt Kiejstutowicz rozpoczął panowanie na Litwie, Żmudzi, Podlasiu i w Grodnie, Brześciu i Mińsku. 15 października w Grodnie Zygmunt Kiejstutowicz podpisał z posłami polskimi porozumienie, że po jego śmierci Litwa wróci pod rządy Jagiełły lub jego synów oraz anulował wszystkie międzynarodowe traktaty zawarte w jego imieniu lub imieniu Świdrygiełły. 1 września 1435 pod Wiłkomierzem Zygmunt stoczył zwycięską bitwę ze Świdrygiełłą i jego sojusznikiem zakonem inflanckim. W bitwie zginął mistrz krajowy zakonu. 31 grudnia 1435 w Brześciu Kujawskim podpisano pokój między Władysławem Jagiełłą i Zygmuntem Kiejstutowiczem a wielkim mistrzem zakonu krzyżackiego, w myśl którego zakon potwierdzał granice Wielkiego Księstwa i Polski oraz rezygnował z poparcia Świdrygiełły. Zygmunt Kiejstutowicz został zabity przez księcia Iwana Czartoryskiego 20 marca 1440. Spiskowcy zaproponowali tron wielkiego księcia synowi Jagiełły, Kazimierzowi Jagiellończykowi. Król Polski Władysław III Warneńczyk zgodził się na objęcie władzy na Litwie przez Kazimierza pod warunkiem, że zostanie on królewskim namiestnikiem.
29 czerwca 1440 w katedrze wileńskiej Kazimierz został ogłoszony wielkim księciem litewskim, bez wiedzy i przyzwolenia króla i sejmu polskiego, co postawiło pod znakiem zapytania dalsze istnienie unii. Po śmierci Władysława III (w bitwie pod Warną w 1444 r.) sejm polski zaproponował Kazimierzowi Jagiellończykowi tron polski, co miało rozwiązać problem uniezależniania się Litwy. Spory proceduralne między radą litewską a polskimi negocjatorami trwały do końca 1446 r. W celu rozwiązania sporów terytorialnych (Wołyń i Podole) zwołano wspólny zjazd w Parczowie. Przywilejem z 2 maja 1447 Kazimierz zobowiązał się zachować granice Wielkiego Księstwa Litewskiego w kształcie państwa Witolda, a prawo do otrzymania posiadłości ziemskich i stanowisk państwowych mieli posiadać tylko litewscy bojarzy. Po koronacji Kazimierza na króla Polski odnowiono unię dynastyczną obu państw. Kazimierz w 1449 r. zawarł z carem Wasylem II pokój między Wielkim Księstwem a Moskwą. W 1452 r. Kazimierz pozwolił zająć Litwie polski Łuck, co wywołało krytykę ze strony polskich możnowładców. Podczas wojny trzynastoletniej Litwa uaktywniła się w sprawie odzyskania Wołynia i Podola. Od 1475 r., po zajęciu Krymu przez Imperium Osmańskie, południowe ziemie litewskie zostały wystawione na uciążliwe zagony tatarskie. Wobec uwikłania Kazimierza w politykę polską i sprawy dynastyczne na Litwie do znaczenia doszła Rada Panów, której niektórzy członkowie próbowali osadzić na litewskim tronie przedstawicieli bocznej linii Giedyminowiczów (Semko Olelkowicz, książę kijowski). Zmarły w 1492 r. Kazimierz Jagiellończyk był najdłużej panującym wielkim księciem litewskim. W 1499 r. została zawarta unia wileńska przewidująca wspólny wybór władcy i obowiązek wzajemnej pomocy wojskowej.

## Rzeczpospolita Obojga Narodów

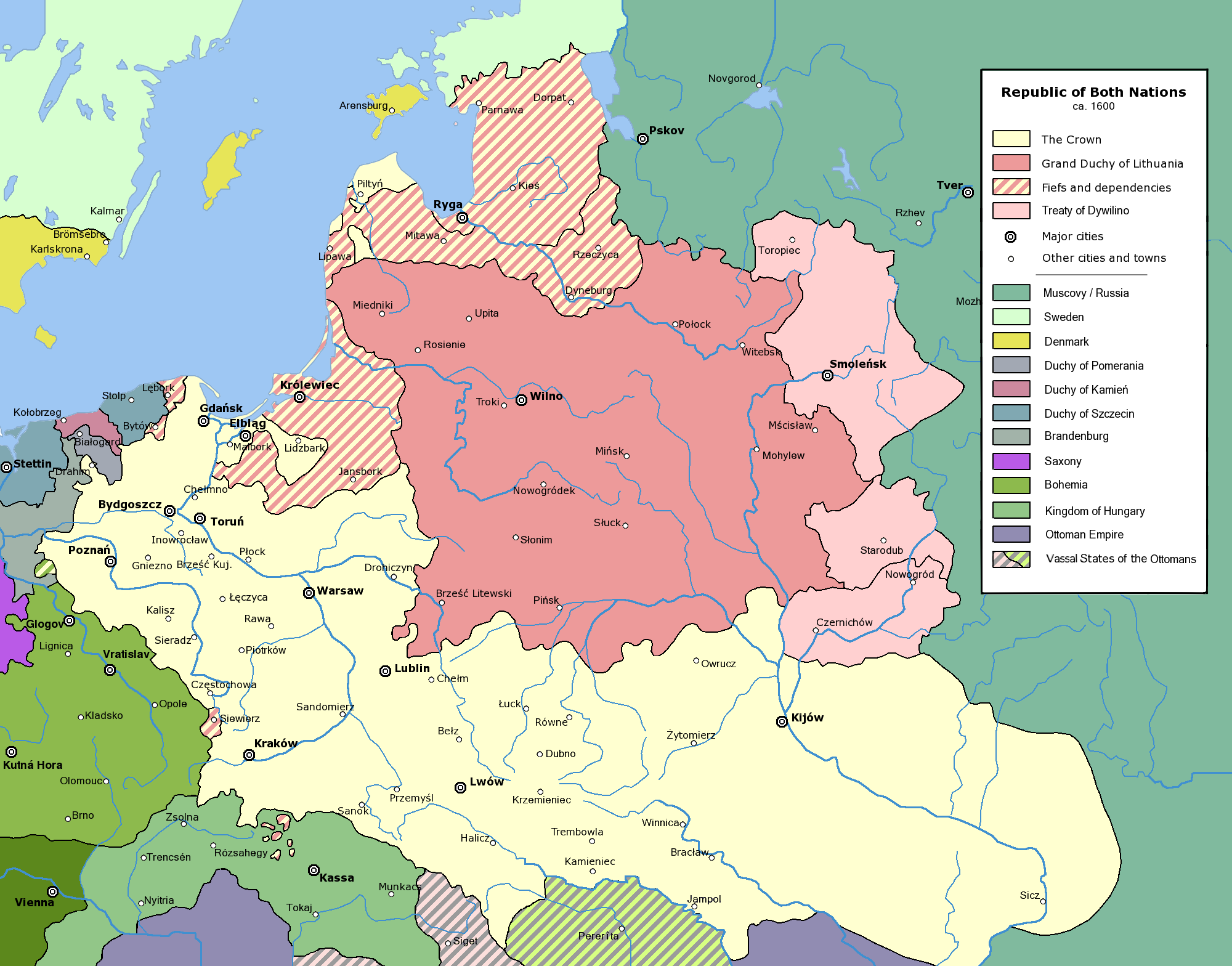
Litwa w granicach Rzeczypospolitej w 1619, tuż po rozejmie w Dywilnie

W 1569 r. zawarto akt unii lubelskiej, powołujący do życia jednolite państwo polsko-litewskie, o charakterze federalnym.
W XVI wieku na Litwę zaczęły przenikać idee reformacji. Pierwszymi protestantami na Litwie byli luteranie. W 1569 r. sprowadzono na Litwę jezuitów, by walczyli z reformacją. Już w następnym założyli oni w Wilnie kolegium, które w 1579 r. Stefan Batory przekształcił w akademię – pierwszy uniwersytet w Europie Wschodniej.
XVII i XVIII wiek upłynęły pod znakiem wojen z Moskwą i Szwedami oraz buntu kozackiego pod wodzą Chmielnickiego, w wyniku tych wydarzeń Litwa utraciła dużą część kresów wschodnich. W czasie szwedzkiego najazdu hetman wielki litewski Janusz Radziwiłł zawarł w Kiejdanach unię ze Szwedami, co oznaczało zerwanie traktatów z Polską i uznał króla szwedzkiego Karola X Gustawa władcą zwierzchnim Litwy (Janusz Radziwiłł liczył, że sam zostanie władcą litewskim).
Klęski żywiołowe, głód, zarazy, wojny domowe, wojna północna między Szwecją i Rosją pustoszyły Litwę do połowy XVIII wieku. Po ziemie osłabionej Rzeczypospolitej Obojga Narodów sięgnęli wreszcie sąsiedzi. W 1772 r. miał miejsce I rozbiór, w 1793 i 1795 r. kolejne dwa, po upadku insurekcji kościuszkowskiej, Litwa została ostatecznie podzielona pomiędzy Rosję (Auksztota i Żmudź) i Prusy (Suwalszczyzna).

## XIX wiek
ponad 50% Litwinów
     30% – 50% Litwinów
     20% – 30% Litwinów
     10% – 20% Litwinów
     5% – 10% Litwinów
     3% – 5% Litwinów
     1% – 3% Litwinów

Granice współczesnej Litwy na tle guberni Imperium Rosyjskiego (1867–1914)

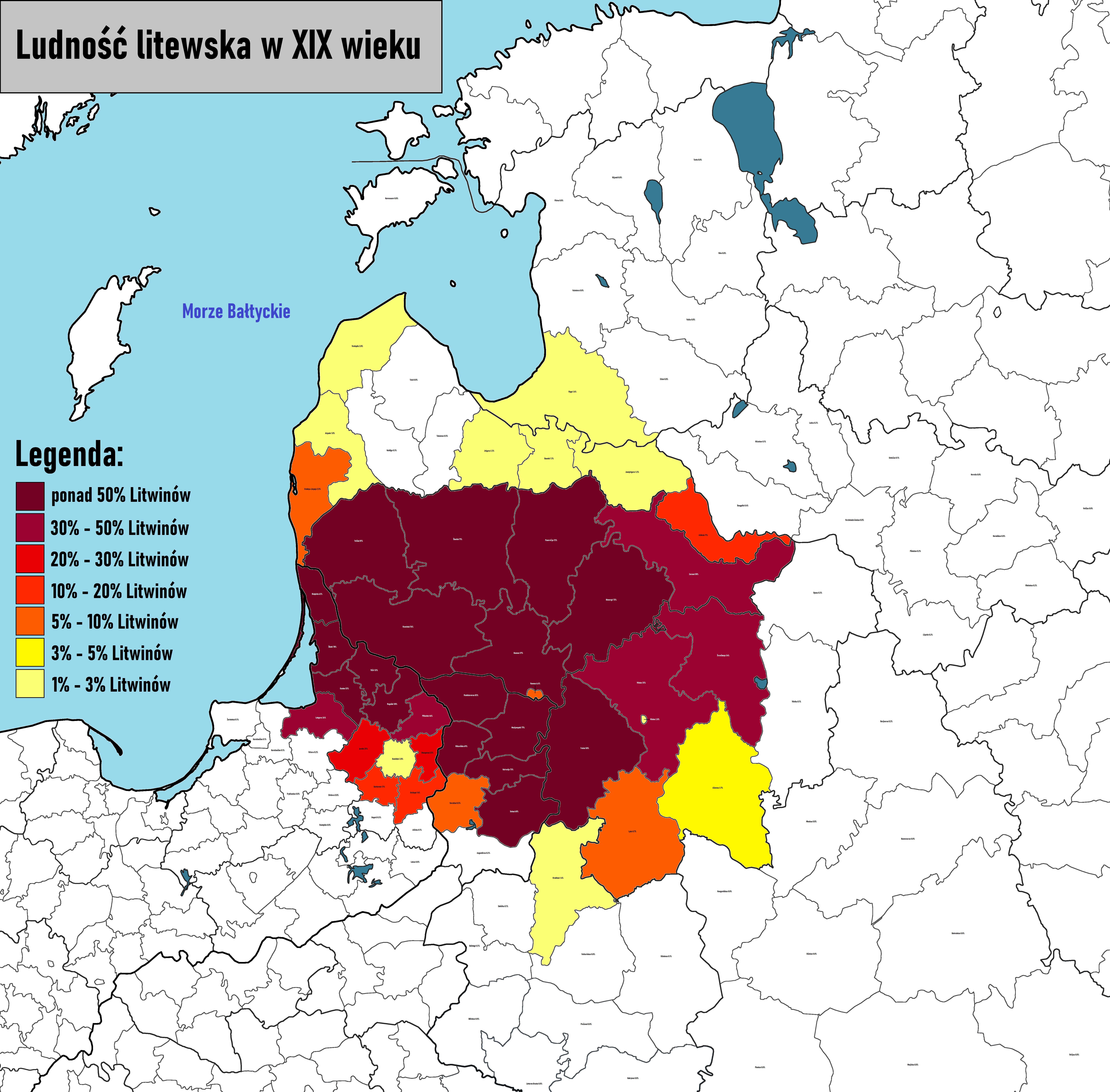
Mapa rozmieszczenia ludności etnicznie litewskiej w XIX wieku
ponad 50% Litwinów
30% – 50% Litwinów
20% – 30% Litwinów
10% – 20% Litwinów
5% – 10% Litwinów
3% – 5% Litwinów
1% – 3% Litwinów

W 1812 r. wraz z wkroczeniem wojsk napoleońskich reaktywowano Wielkie Księstwo Litewskie. Po klęsce Napoleona, Żmudź i Wileńszczyzna została na kongresie wiedeńskim (1815) zatwierdzone jako część Imperium Rosyjskiego. Suwalszczyzna, przydzielona przez Napoleona Księstwu Warszawskiemu, stała się częścią Królestwa Polskiego.
Po wojnie rosyjsko-napoleońskiej powstały Towarzystwo Filomatów, Towarzystwo Filaretów i Towarzystwo Szubrawców – organizacje stawiające sobie za cel poprawę sytuacji społecznej. Na skutek represji carskich działały jednak krótko do 1823 r.
Powstanie listopadowe na Litwie wybuchło z opóźnieniem w końcu marca 1831. Ruch objął wówczas całe terytorium Litwy. Po upadku powstania spadły represje, zlikwidowano Uniwersytet Wileński, zamknięto klasztory i szkoły, zabroniono używania nazw Litwa i Białoruś, nastąpiły zsyłki ludności w głąb imperium.
Powstanie styczniowe (1863) przyczyniło się do nasilenia represji wobec mieszkańców, zaczęto rusyfikować wsie i miasta na jeszcze większą skalę. Litwini jednak pod wpływem patriotycznych głosów dawali odpór rusyfikacyjnym zabiegom urzędników carskich. W 1883 r. zaczęto wydawać pierwsze litewskie czasopismo „Aušra” (pol. Jutrzenka), potem kolejne: „Šviesa” (Światło), „Varpas” (Dzwon) i „Ūkininkas” (Rolnik).

## XX wiek

### I wojna światowa i wojna litewska
Z wybuchem I wojny światowej wiązano nadzieje na odzyskanie niepodległości, jednak od 1915 r. Litwa znalazła się pod okupacją niemiecką. We wrześniu 1917 r. w Wilnie wybrano Radę Litewską tzw. Tarybę. 16 lutego 1918 r. Taryba ogłosiła niepodległość i powstanie niezależnego Królestwa Litwy, w rzeczywistości częściowo uzależnionego od Niemiec. Dzień ten jest obchodzony jako Dzień Odzyskania Niepodległości.
Taryba powołała rząd, przeciw któremu wystąpiła Komunistyczna Partia Litwy, która stworzyła Tymczasowy Rząd Robotniczo-Włościański, a po wkroczeniu na Litwę Armii Czerwonej w następnym ogłosiła powstanie Litewsko-Białoruskiej Republiki Socjalistycznej. Już następnego miesiąca wojska Taryby, wspierane przez armię niemiecką, przystąpiły do kontrofensywy, a Wilno zajęło wojsko polskie. Ostatecznie władzę nad Litwą przejęła Taryba. Po wybuchu wojny polsko-bolszewickiej Rosjanie zwrócili Litwie Wilno.

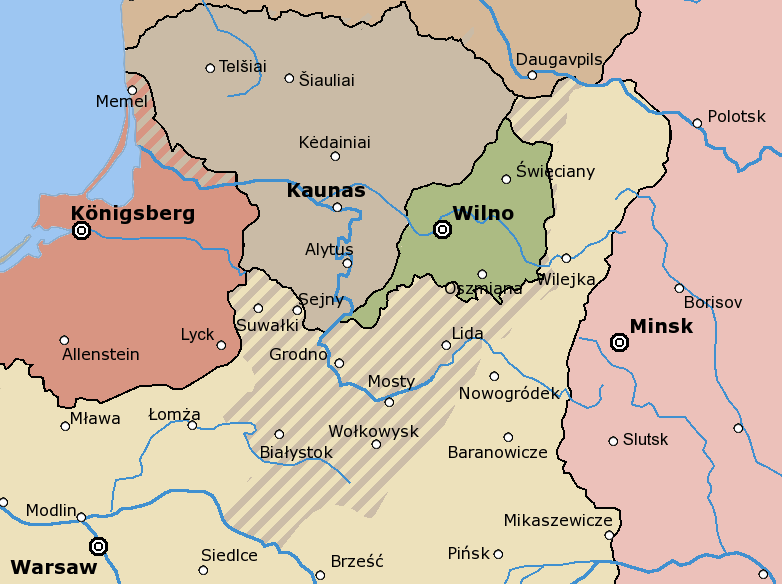
     Litwa Środkowa
Pod koniec 1920 r. doszło do konfliktu polsko-litewskiego, następnie gen. Lucjan Żeligowski, z polecenia naczelnego wodza Józefa Piłsudskiego, wraz z dywizją litewsko-białoruską złożoną z Polaków pochodzących z Wileńszczyzny, wkroczył na Litwę i zajął Wilno. Gen. Żeligowski utworzył wówczas Litwę Środkową. 20 lutego 1922 r. Sejm Wileński wydał deklarację o połączeniu Litwy Środkowej z Polską.

### Okres międzywojenny
Litwa uważała Wilno za swoją stolicę. Siedzibą władz państwa było Kowno. 15 lutego 1923 r. do Litwy został włączony Okręg Kłajpedy, wcześniej będący (na podstawie traktatu wersalskiego) terytorium administrowanym przez Ligę Narodów.
17 marca 1938 r. Polska wysunęła ultimatum do Litwy z kategorycznym żądaniem nawiązania stosunków dyplomatycznych. Rząd litewski 19 marca ultimatum przyjął.
23 marca 1939 r. na skutek ultimatum część terytorium Litwy (okręg Kłajpedy) została wchłonięta przez III Rzeszę.

### II wojna światowa

Godło Litewskiej SRR

23 sierpnia 1939 r. III Rzesza i Związek Radziecki zawarły układ (pakt Ribbentrop-Mołotow), który w tajnym protokole sytuował Litwę w niemieckiej strefie wpływów. Po agresji na Polskę przez Niemcy i Rosję sowiecką w 1939 r., Litwa znalazła się jednak w radzieckiej strefie wpływów na mocy Traktatu o granicach i przyjaźni, który zmodyfikował postanowienia paktu Ribbentrop-Mołotow. Jednak do połowy czerwca 1940 Litwa pozostała niepodległa. Sowieci oddali zajęte Wilno i część Wileńszczyzny Litwinom. Groźba utraty niepodległości została skompensowana objęciem Wilna i części Wileńszczyzny, w którym przystąpiono, z uwagi na jego etnicznie niemal całkowicie polski charakter do przymusowej lituanizacji. W związku z tym rząd Republiki Litewskiej nie przeniósł się z Kowna do Wilna. W ramach represji władze litewskie zamknęły m.in. Uniwersytet Stefana Batorego. Dokonując licznych prowokacji granicznych, w 1940 r. ZSRR wysunął wobec Republiki Litewskiej ultimatum, żądając utworzenia baz sowieckich na jej terytorium. 15 czerwca 1940 150-tysięczna armia sowiecka rozpoczęła okupację Litwy. Kilkanaście dni przed wybuchem wojny niemiecko-sowieckiej, rozpoczęto deportację 35 tysięcy ludności na Syberię.
Okupacja niemiecka dawała Litwinom stosunkowo duży zakres wolności i pewne nadzieje na jakąś formę państwowości. Powstały litewskie policje kolaboracyjne Saugumo policija i Ypatingasis būrys, które zwalczały polskie formacje niepodległościowe i dopuściły się zbrodni wobec ludności żydowskiej i polskiej na okupowanej Wileńszczyźnie, w tym zbrodni w Ponarach, gdzie w latach 1941–1944 wymordowano około 60–70 tys. Żydów i 20 tys. Polaków, głównie wileńskiej inteligencji.
13 lipca 1944 r. Wilno zostało ponownie zajęte przez Sowietów i żołnierzy Armii Krajowej (operacja „Ostra Brama”). Wraz z wypieraniem Niemców przywracano władzę radziecką, z którą do 1952 r. walczyły litewskie oddziały partyzanckie, a na Wileńszczyźnie polskie. Zarówno podczas pierwszej okupacji, jak i po 1944 r. Sowieci zaprowadzali swoją władzę przy pomocy zbrodni, represji i masowych wysiedleń miejscowej ludności. Pozostałych Polaków z objętej przez sowiecką Litwę części Wileńszczyzny i w mniejszym stopniu Kowieńszczyzny (przedwojennych obywateli Republiki Litewskiej) przymusowo wysiedlono w latach 1944–1946 (Wysiedlenie Polaków z Kresów Wschodnich w latach 1944–1946) w liczbie 200 tys., a następnie w ramach ostatniej masowej fali wysiedleń ludności polskiej w latach 1955–1959 w liczbie blisko 50 tys.

## Czasy współczesne

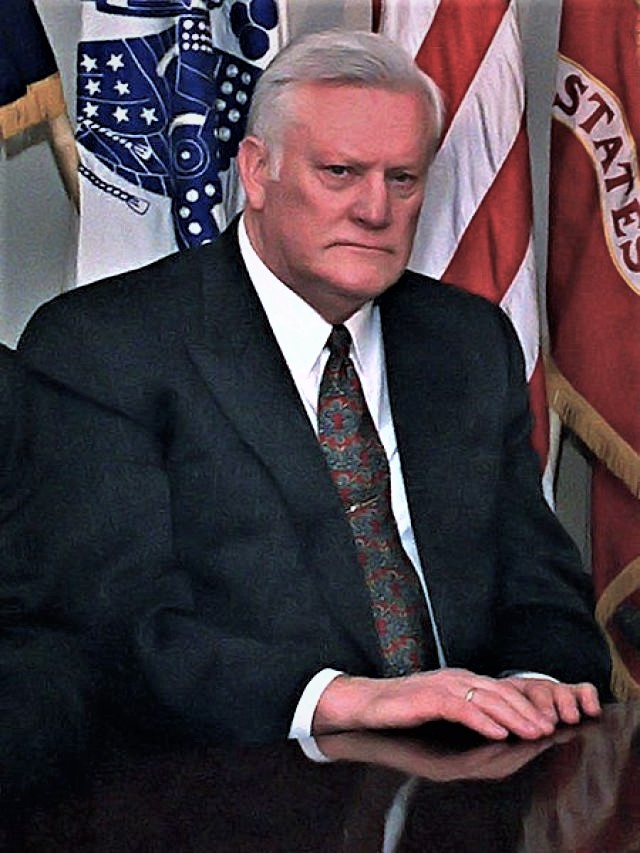
Były prezydent Litwy Algirdas Brazauskas

Pod koniec lat 80. rozpoczął się nowy okres odrodzenia narodowego na Litwie. Organizowano masowe demonstracje pod hasłem przywrócenia niepodległości, m.in. tzw. bałtycki łańcuch, żywy łańcuch, który połączył trzy kraje bałtyckie. 11 marca 1990 Litwa ogłosiła deklarację niepodległości, na co stanowczo zareagował Związek Radziecki, wprowadzając na ulice Wilna czołgi. 13 stycznia 1991 nastąpił szturm rosyjski na wieżę telewizyjną. Wojsko zabiło 15 bezbronnych cywilów, a 700 zostało rannych. Jednak Litwini dopięli swego i 17 września 1991 zostali przyjęci w poczet członków ONZ, a rok później odbyły się pierwsze wolne wybory do litewskiego Seimasu.
W wyborach parlamentarnych w 1993 zwycięstwo wyborcze odnieśli przedstawiciele postkomunistycznej Litewskiej Demokratycznej Partii Pracy z Algirdasem Brazauskasem na czele, która dążyła do nawiązania dobrych stosunków gospodarczych z Rosją i Ukrainą. W tym samym roku Brazauskas został prezydentem. W 1994 r. Litwa, podczas wizyty Lecha Wałęsy w Wilnie, podpisała z Polską układ o przyjaznych stosunkach i dobrosąsiedzkiej współpracy. W 1998 r. prezydentem Litwy został Valdas Adamkus. W tym samym roku wileński parlament powierzył stanowisko premiera Gediminasowi Vagnoriusowi. W maju 1999 premierem został konserwatysta Rolandas Paksas, który został zastąpiony na stanowisku w listopadzie 1999 przez Andriusa Kubiliusa. W 2000 r. premierem został A. Brazauskas. W wyborach prezydenckich w styczniu 2003 zwyciężył R. Paksas, który jednak w 2004 r. został usunięty ze stanowiska ze względu na ujawnione powiązania z rosyjskimi strukturami gospodarczymi i przestępczymi, które uczestniczyły w finansowaniu jego kampanii wyborczej. W wyniku rozpisanych ponownie wyborów na fotel prezydenta powrócił w czerwcu 2004 Adamkus.
W marcu 2004 Litwa została członkiem NATO. 1 maja 2004 Litwa wraz z 9 innymi państwami przyjęła członkostwo Unii Europejskiej. W przeprowadzonych w tym samym roku wyborach parlamentarnych zwycięstwo odniosła populistyczna Partia Pracy kierowana przez rosyjskiego biznesmena Wiktora Uspaskicha, który przyjął litewskie obywatelstwo. W czerwcu 2005 został on oskarżony o kłamstwo odnośnie wyższego wykształcenia, co stało się bezpośrednią przyczyną jego dymisji z funkcji ministra gospodarki i rezygnacji z mandatu posła. W grudniu 2005 Sąd Najwyższy uniewinnił R. Paksasa, nie uchylił jednak impeachmentu. W czerwcu 2006 wybuchł kolejny skandal – władze ujawniły, że prowadzą śledztwo w sprawie podejrzeń, iż Partia Pracy powstała za pieniądze rosyjskich służb specjalnych. Premier Algirdas Brazauskas i jego rząd podali się do dymisji.
Na 2009 rok przypadły zakrojone na bardzo dużą skalę obchody Tysiąclecia Litwy.